# Disney Channel (Francja)
Disney Channel Francja – francuskojęzyczna satelitarno-kablowa stacja telewizyjna o profilu familijnym, francuski oddział międzynarodowego Disney Channel.
2 listopada 2002 roku Disney rozszerzył francuskie kanały z jednego do czterech kanałów: Toon Disney, Playhouse Disney oraz Disney Channel +1. Filmowy kanał Disney Cinemagic wystartował 4 września 2007, zastępując kanał Toon Disney. 20 sierpnia 2011 został uruchomiony w systemie HDTV.
Disney Channel Francja jest również dostępny w innych krajach francuskojęzycznych zarówno w Europie (np. Belgia, Luksemburg i Szwajcaria), jak i w Afryce.

## Wybrane seriale animowane i fabularne aktualne w emisji oraz nieemitowane
- Akwalans (2011)
- Austin i Ally
- Byle do przerwy
- Cory w Białym Domu (2007–2008)
- Chłopiec poznaje świat (1998–2002)
- Czarodziejki W.I.T.C.H.
- Czarodzieje z Waverly Place (2007–2012)
- Derek kontra rodzinka
- Doug Zabawny
- Filip z przyszłości (2005–2006)
- Fineasz i Ferb
- Hannah Montana/Hannah Montana Forever (2006–2012)
- Ja w kapeli
- Jake i Blake (2010–2011)
- Jake i piraci z Nibylandii
- Jaś Fasola
- Jessie
- Jonas w Los Angeles (2010–2011)
- Kick Strach się bać
- Kim Kolwiek (2002–2011)
- Klub przyjaciół Myszki Miki
- Kochanie, zmniejszyłem dzieciaki (1998–2001 i w 2012)
- Legenda Tarzana
- Lizzie McGuire (2001–2004)
- Mikołajek
- Nadzdolni
- Najnowsze wydanie (2008–2009)
- Nie ma to jak hotel (2005–2008)
- Nowa szkoła króla
- Odlotowe agentki (2009)
- Powodzenia, Charlie!
- Przystanek dżungla
- Sabrina (2005)
- Sally Bollywood
- Sławny Jett Jackson (1998–2002)
- Słoneczna Sonny (2010–2011)
- Stich!
- Suite Life: Nie ma to jak statek (2008–2012)
- Świat nonsensów u Stevensów (2000–2003)
- Świat Raven (2003–2007 i w 2012)
- Tam i z powrotem (2004–2007)
- Taniec rządzi
- Timon i Pumba
- Trop la classe ! (2006–2011)
- Złota Rączka